# Gary Jules
Gary Jules, nato Gary Jules Aguirre (Fresno, 19 marzo 1969), è un cantautore statunitense, noto principalmente per la cover della canzone Mad World, registrata insieme all'amico Michael Andrews per il film Donnie Darko.
Diventato il singolo natalizio numero uno nel 2003, da allora la canzone è stata utilizzata in numerosi spettacoli televisivi statunitensi, e nella pubblicità del videogioco Gears of War per Xbox 360.
Quando Mad World venne trasmessa per la prima volta, lo stile vocale di Jules fu spesso confrontato con quello di Michael Stipe, voce dei R.E.M..
All'inizio della sua carriera Gary Jules ha partecipato ad alcuni progetti/band, tra i quali The Ivory Knights, Our Town Pansies, Woodenfish, Kofi, The Origin, Invisible, No poetry e Heroes and Heroin.

## Biografia
I genitori di Gary Jules sono Gary J. e Marie Aguirre. 
Gary Jules ha frequentato la scuola The Bishop's School a La Jolla in California, e successivamente ha ottenuto il Bachelor of Arts (B.A.) in Inglese presso Università della California di Los Angeles (UCLA).
La sorella attualmente vive a New York e lavora per The New York Times.

## Canzoni
Gary Jules ha registrato una cover della canzone Mad World, originariamente dei Tears for Fears per il film Donnie Darko, che ha in seguito lanciato come singolo. La canzone è stata anche usata nella puntata "Vita o Morte" del telefilm poliziesco tedesco Squadra Speciale Cobra 11, nel momento in cui l'ispettore Semir Gerkhan, interpretato dall'attore Erdoğan Atalay, ricorda il suo compagno morto Tom Kranich, interpretato da René Steinke. Inoltre "Mad World" possiamo ascoltarla anche in un episodio della serie televisiva statunitense CSI Las Vegas, in particolare nell'intro e negli ultimi 30 secondi dell'episodio 2, della stagione 6, dal titolo "servizio in camera". Sky ha utilizzato la canzone per lo spot della serie "the walking dead" stagione quarta.
La canzone Gone Daddy è basata sul trasferimento suo e della sua famiglia in Carolina del Nord. Quando ancora viveva a Los Angeles, California, una notte un vicino venne freddato da un colpo di pistola. Mentre la polizia, intervenuta sul luogo del delitto, indagava Gary si avvicinò a un poliziotto per spiegargli che suo figlio stava cercando di dormire e chiedere quando avrebbero finito. Il poliziotto gli rispose che non lo sapeva, ma che lui intanto avrebbe potuto lasciare Los Angeles. E così Gary fece.
La canzone Wichita è stata ispirata da un corso seguito all'università UCLA sulla storia dei Nativi Americani. Una storia narra come i Nativi Americani per sopravvivere avessero seguito il bufalo per il paese e, una volta che l'"uomo bianco" ebbe finito la linea ferroviaria intercontinentale, il bufalo iniziò ad andare verso sud. Di fronte ai binari della ferrovia, il bufalo non li avrebbe attraversati, e milioni di loro morirono. In realtà, Gary ha trascorso solo una notte nella reale città di Wichita.
Gary ha dichiarato che la canzone No Poetry è probabilmente la sua canzone preferita tra quelle che ha scritto. La canzone Something Else compare in un episodio (My Fallen Idol) della quinta stagione della serie televisiva Scrubs.
Nel 2016 registra il singolo Talking Stones, per la colonna sonora originale del film interattivo Claustrophonia, interpretato da Matilde Gioli e diretto da Roberto Zazzara.

## Curiosità
- Il singolo Mad World è stato elaborato dal disc jockey e attore tedesco Paul Kalkbrenner.

## Discografia
- 1998 - Greetings from the Side
- 2001 - Trading Snakeoil for Wolftickets
- 2006 - Gary Jules
- 2008 - Bird